# Sherpi Kangri
Sherpi Kangri (wys. 7380 m.n.m.) to szczyt w grupie Saltoro Range, w Karakorum. Leży 5 km na południe od Ghent Kangri (7380 m.p.m.) i ok. 10 km na południowy zachód od Saltoro Kangri, na terenie kontrolowanym przez Indie.